# Jean II de Croÿ
Pour les autres membres de la famille, voir Famille de Croÿ.
Jean de Croÿ (né vers 1380 - Valenciennes, 25 mars 1473) seigneur de Chimay et de Tours-sur-Marne, était un homme d'État au service des ducs de Bourgogne.

## Biographie
Jean de Croÿ était le troisième fils de Jean Ier de Croÿ, seigneur de Renty et un frère d'Antoine de Croÿ.
Ensemble avec ce-dernier, il se mit au service de Philippe le Bon. Il eut l'honneur en 1433 de tenir le futur Charles le Téméraire lors de son baptême.
À partir de 1429, Jean devient gouverneur du comté de Namur nouvellement intégré aux Pays-Bas bourguignons. Lors de la fondation de l'Ordre de la Toison d'or, il fut l'un des premiers à y être nommé chevalier.
Il fut en 1435, à Nevers, l'un des négociateurs des pourparlers de paix qui menèrent au traité d'Arras. Il fut alors chargé de soumettre Amiens à l'autorité bourguignonne.
Un an plus tard, il commanda une armée qui devait tenter de prendre Calais aux Anglais. Cette armée était constituée surtout de milices flamandes mécontentes du traitement que les Anglais avaient fait subir à leurs semblables après le traité d'Arras. Calais étant bien défendue, il devenait évident après un certain temps que le siège de Calais deviendrait une longue et difficile opération et l'ennui commença à gagner les milices. Celles-ci accusèrent Jean de Croÿ de trahison pour se couvrir, ce qui l'obligea à quitter l'armée après quoi le siège fut levé.
Il eut également la charge de Grand-Bailly du Hainaut de 1434 à 1456.
Pendant la révolte de Gand, il libéra la garnison de Audenarde assiégée par les Gantois. En 1453, il défait près de Thionville Guillaume II de Thuringe (fils de l'électeur Frédéric Ier de Saxe) et assure ainsi la mainmise de Philippe le Bon sur le duché de Luxembourg. Puis, en 1454, il prit part au vœu du faisan.
Lors de l'exil du dauphin Louis, futur Louis XI, en Brabant de 1457 à 1461, ce conseiller du duc de Bourgogne devint un de meilleurs amis du dauphin. Notamment, avec le duc Philippe le bon, il accepta le 5 août 1459 d'être le parrain du premier enfant de Louis, Joachim de France né le 15 juillet.
Aussi, lorsque Charles le Téméraire devint duc de Bourgogne, fut-il contraint à cause de ses positions pro-françaises, ainsi que son frère Antoine et son fils Philippe, à l'exil.
Le retour en grâce eut lieu en 1473 lorsque la seigneurie de Chimay fut élevée en comté. Il décéda la même année et est enterré dans la collégiale de Chimay.

## Famille
Jean épousa en 1428 Marie de Lalaing qui lui donna 5 enfants ;
- Jacques de Croÿ (1436-1516), évêque de Cambrai
- Philippe de Croÿ, deuxième comte de Chimay (°1436-1482)
- Michel de Croÿ, Seigneur de Sempy
- Jacqueline de Croÿ, épouse de Jean IV de Clermont-Nesle
- Catherine de Croÿ, épouse d'Adrien de Brimeu

## Sources
- Biographie Nationale, vol. 4, col. 559-562
- (nl) A.J. van der Aa, Jean de Croÿ dans le Biographisch woordenboek der Nederlanden

- (nl) Cet article est partiellement ou en totalité issu de l’article de Wikipédia en néerlandais intitulé « Jan II van Croÿ » (voir la liste des auteurs).